# MAY (Band)
MAY ist eine deutsche Indietronic-Gruppe aus Düsseldorf.
Die Gruppe kombiniert Elemente des Indie-Rock mit Elektro-Pop und Synthiepop. Charakteristisch ist, dass die Band live ohne Schlagzeuger spielt und Schlagzeug als Backing Track vom Computer kommt.

## Geschichte
Gegründet wurde MAY 2013 von der Schauspielerin Maewa Oria (Gesang), Christoph Mause (Gitarre), Carsten Schmidt (Bass, Synthesizer) und Lars Graebe (Schlagzeug).
Bereits 2013 wurde mit True Love eine erste Single auf Marx Capital Records veröffentlicht. Ende 2013 folgte dann die erste EP Poetry for the Braindead, die es u. a. in die Campuscharts der Universitätsradios und mit Platz 3 in die lokalen Radiocharts schaffte.
Ende 2015 verließ Lars Graebe die Band und die Sängerin Maewa Oria zog sich in einen Ashram zurück, um ihre Yoga-Lehrer-Ausbildung abzuschließen.
Seit Ende 2018 spielt die Band in der aktuellen Besetzung wieder live.
Im Februar 2019 soll mit My 1st Sony das erste Album der Band auf k22 music erscheinen.

## Diskografie
Alben und EPs
- 2013: Poetry for the Braindead (5-Track EP, Marx Capital Records / k22 music)
- 2016: PFTBD 0101010 (Limited Vinyl, k22 music)
- 2019: My 1st Sony (k22 music)

Singles
- 2013: True Love (Marx Capital Records / k22 music)
- 2013: Smear (Marx Capital Records / k22 music)
- 2019: Enjoy the Moment (k22 music)